# Plemyria completa
Plemyria completa là một loài bướm đêm trong họ Geometridae.